# Hohtürli
El Hohtürli (en suizo alemán, significa literalmente Pequeña puerta elevada) es un elevado puerto de senderismo alpino de los Alpes de Berna. El paso cruza el collado entre los picos de Wildi Frau y Dündenhorn, a una altitud de 2,778 m (9,114 pies).
El paso es atravesado por una ruta de senderismo que conecta la aldea de Griesalp, a una altitud de 1.408 m (4.619 pies) con la parte superior de Kiental al sur de Reichenbach im Kandertal, a una altitud de 1.174 m (3.852 pies) en el valle del Kander, el Kandertal. La pista forma parte de la Ruta del Paso Alpino, una ruta de senderismo de larga distancia a través de Suiza entre Sargans y Montreux, y el Hohtürli es el paso más alto cruzado por esa ruta.